# Kwadrat
Kwadrat (łac. quadratum – „czworobok, kwadrat”) – czworokąt foremny, czyli z przystającymi bokami i kątami wewnętrznymi (a stąd prostymi). Można go również scharakteryzować jako:
- prostokąt o przystających bokach (bądź równej długości, bądź też prostokąt równoboczny);
- romb o przystających (bądź prostych) kątach wewnętrznych;
- deltoid o równych bokach i wszystkich kątach prostych;
- trapez prostokątny o wszystkich bokach takiej samej długości.

Dowolne dwa kwadraty są podobne.
Kwadraty są ścianami sześcianu (foremnego) oraz niektórych wielościanów półforemnych, m.in. ośmiościanu ściętego.
Kwadrat tworzy siatkę sześcianu.

## Własności
Z własności
- czworokątów:

Metoda kreślenia za pomocą cyrkla i liniału.

  - suma miar wszystkich kątów wewnętrznych wynosi 2π (360°);
- równoległoboków:
  - przeciwległe boki są równoległe,
  - przekątne przecinają się w połowie,
  - punkt przecięcia przekątnych jest środkiem symetrii;
- prostokątów:
  - wszystkie kąty wewnętrzne są przystające (a stąd proste),
  - przekątne są przystające (a stąd mają równą długość);
- rombów:
  - przekątne zawierają się w dwusiecznych kątów wewnętrznych,
  - przekątne są prostopadłe;

Dodatkowo następujące własności są charakterystyczne dla kwadratów:
- ma cztery osie symetrii: dwie z nich to proste zawierające przekątne (jak w rombie), pozostałe dwie to symetralne boków (jak w prostokącie).
- osie symetrii dzielą go na osiem przystających trójkątów prostokątnych równoramiennych.

## Wzory

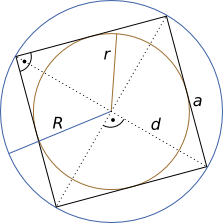
• kolor czarny – brzeg kwadratu;
• kolor niebieski – okrąg opisany;
• kolor brązowy – okrąg wpisany.

Niech {\displaystyle a} oznacza długość boku pewnego kwadratu, a {\displaystyle d} będzie równe długości jego przekątnej. Prawdziwe są następujące wzory na:
- pole powierzchni,
{\displaystyle S=a^{2}={\tfrac {d^{2}}{2}}={\tfrac {\sqrt {2}}{2}}ad,}
- obwód,
{\displaystyle l=4a,}
- promień okręgu wpisanego,
{\displaystyle r={\tfrac {a}{2}},}
- promień okręgu opisanego,
{\displaystyle R={\tfrac {\sqrt {2}}{2}}a=r{\sqrt {2}}={\tfrac {d}{2}},}
- długość boku,
{\displaystyle a=2r=R{\sqrt {2}}={\tfrac {\sqrt {2}}{2}}d,}
- długość przekątnej,
{\displaystyle d=a{\sqrt {2}}.}